# متهيموغلوبين

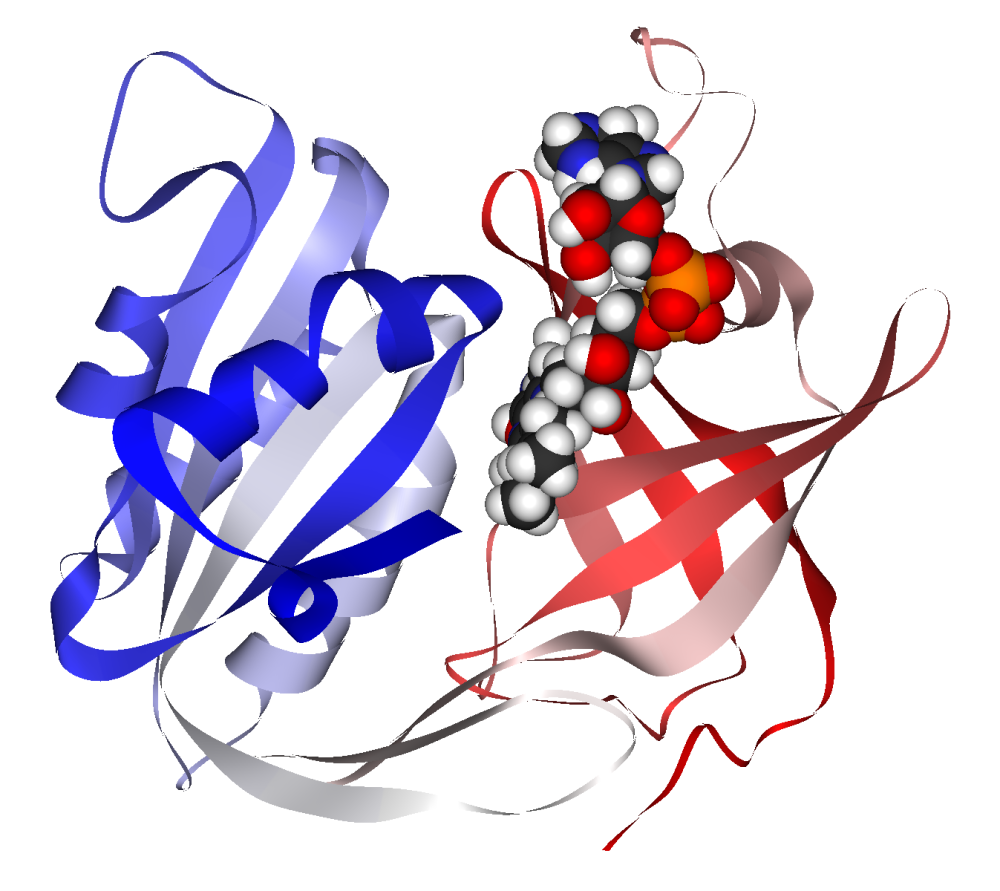
تركيب الإنزيم الذي يحول المتهيموغلوبين إلى هيموغلوبين

المتهيموغلوبين أو الهيموغلوبين المتبدل (بالإنجليزية: methaemoglobin)‏ هو مركب ينشأ في الدم نتيجة لاستعمال بعض الأدوية والعقاقير وهو مركب مكون من الأكسجين والهيموغلوبين.

## روابط خارجية
- Methemoglobin في المكتبة الوطنية الأمريكية للطب نظام فهرسة المواضيع الطبية (MeSH).

- MetHb Formation
- The Blue people of Troublesome Creek